# Arthur von Gayl

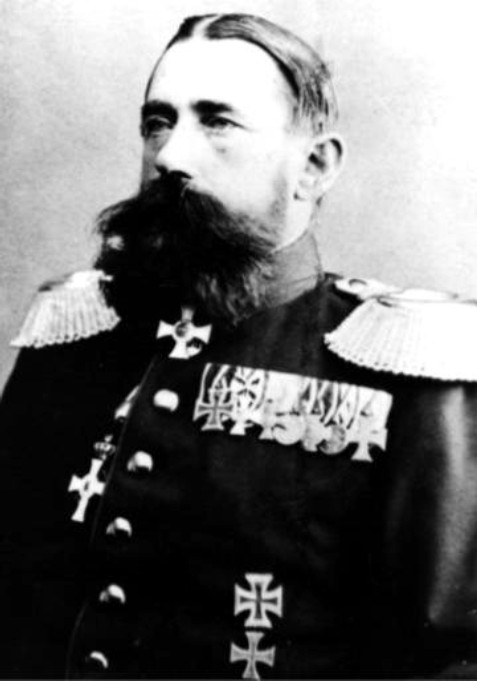
Arthur von Gayl

Arthur Louis Ernst Freiherr von Gayl (* 22. März 1828 in Leipen, Kreis Wehlau; † 4. April 1889 in Eisenach) war ein preußischer Generalmajor.

## Leben

### Herkunft
Hanno entstammte dem ostpreußischen Adelsgeschlecht von Gayl. Er war der Sohn von Franz von Gayl (* 16. Januar 1789 in Stendal; † 8. Februar 1860 in Torgelow) und dessen Ehefrau Ulrike, geborene von Hohendorff († 14. Dezember 1857 in Torgelow). Sein Vater war königlich westfälischer Lieutenant und preußischer Sekondeleutnant a. D., zuletzt im 2. Infanterie-Regiment sowie Forstmeister in Barby.

### Militärlaufbahn
Nach dem Besuch des Kadettenhauses in Potsdam und Berlin wurde Gayl am 27. Mai 1845 als Sekondeleutnant dem 1. Garde-Regiment zu Fuß der Preußischen Armee in Potsdam aggregiert. Er wurde am 6. April 1848 über, am 10. Februar 1849 in den Etat einrangiert. Vom 1. April 1849 bis 31. März 1852 war er zur Potsdamer Unteroffizierschule kommandiert. Ab dem 1. Oktober 1855 war er Lehrer an der Potsdamer Divisionsschule, wurde am 14. April 1857 zum Premierleutnant befördert und kehrte am 16. Juli 1858 zu seinem Regiment zurück. In den Rang eines Hauptmanns am 23. August 1859 befördert, wurde er am 1. Juli 1860 zum Chef der 1. Kompanie ernannt. Im Deutschen Krieg war er für die Dauer des mobilen Verhältnisses vom 11. Juli bis 13. September 1866 Führer des IV. (Ersatz-)Bataillons und nahm am Mainfeldzug gegen Bayern teil.
In Bromberg wurde am 30. Oktober 1866 das 76. Infanterie-Regiment formiert. Seine Musketier-Bataillone sollten ihre Garnison in Hannover, die Füsiliere in Hameln beziehen. Unter der Beförderung zum Major wurde Gayl nach Hannover versetzt und am 15. Februar zum Kommandeur des II. Bataillons ernannt. Zum 1. Oktober 1867 wurden die Bataillone aus Hannover nach Hamburg, die aus Hameln nach Lübeck verlegt. Aus den 76. Infanterie-Regiment wurde am 7. November 1867 das 2. Hanseatische Infanterie-Regiment Nr. 76. 
Im Deutsch-Französischen Krieg nahm er an den Belagerungen von Metz, Toul und Paris, den Schlachten bei Orléans und Loigny, sowie bei den Gefechten bei Dreux, La Madeleine-Bouvet und Bellême teil. Bei Meung Langlochères wurde er durch eine Gewehrkugel im rechten Oberschenkel schwer verwundet. Schon 1870 war Gayl mit beiden Klassen des Eisernen Kreuzes ausgezeichnet worden.
Zurück in Hamburg wurde Gayl am 18. August 1871, dem Jahrestag der Schlacht bei Gravelotte, zum Oberstleutnant befördert. Einen Tag nach seiner Beförderung zum Oberst am 2. September 1873, dem Sedantag, wurde er zum Kommandeur des Grenadier-Regiments Nr. 4 in Danzig ernannt. Mit der Beförderung zum Generalmajor am 6. November 1879 wurde Gayl zum Kommandeur der 62. Infanterie-Brigade in Straßburg ernannt, die er bis zum 11. März 1881 kommandierte. Anschließend hatte er das Kommando über die in Königsberg stationierte 2. Infanterie-Brigade, bevor Gayl am 13. Januar 1883 mit Pension zur Disposition gestellt wurde.
Er setzte sich in Eisenach zur Ruhe und verstarb dort kinderlos und unverheiratet am 4. April 1889 an einem Herzleiden.

## Auszeichnungen
- Komtur II. Klasse des Albrechts-Ordens im Januar 1874
- Kronen-Orden II. Klasse am 9. September 1879
- Komturkreuz I. Klasse des Friedrichs-Ordens im Mai 1881
- Roter Adlerorden II. Klasse mit Eichenlaub am 22. Januar 1882